# 京都府道447号上野水原線
京都府道447号上野水原線（きょうとふどう447ごう うえのみずはらせん）は、京都府船井郡京丹波町を通る一般府道である。

## 概要
船井郡京丹波町質美から船井郡京丹波町坂井に至る。あまり人気のない所を通過する。

### 路線データ
- 起点：船井郡京丹波町質美（質美交差点、京都府道26号京丹波三和線交点）
- 終点：船井郡京丹波町坂井（国道9号交点）

## 路線状況

### 重複区間
- 国道173号（船井郡京丹波町保井谷・保井谷交差点 - 船井郡京丹波町井脇・井脇交差点）

## 地理

### 通過する自治体
- 船井郡京丹波町

### 交差する道路
| 交差する道路             | 交差する場所 | 交差する場所      |
| ------------------------ | ------------ | ----------------- |
| 京都府道26号京丹波三和線 | 質美         | 質美交差点 / 起点 |
| 国道173号 重複区間起点   | 保井谷       | 保井谷交差点      |
| 国道173号 重複区間終点   | 井脇         | 井脇交差点        |
| 国道9号 / 山陰道         | 坂井         | 終点              |

### 沿線
- 質美笑楽講（旧：京丹波町立質美小学校）
- 養徳寺
- 古岩神社